# وارن الیس (موسیقی‌دان)

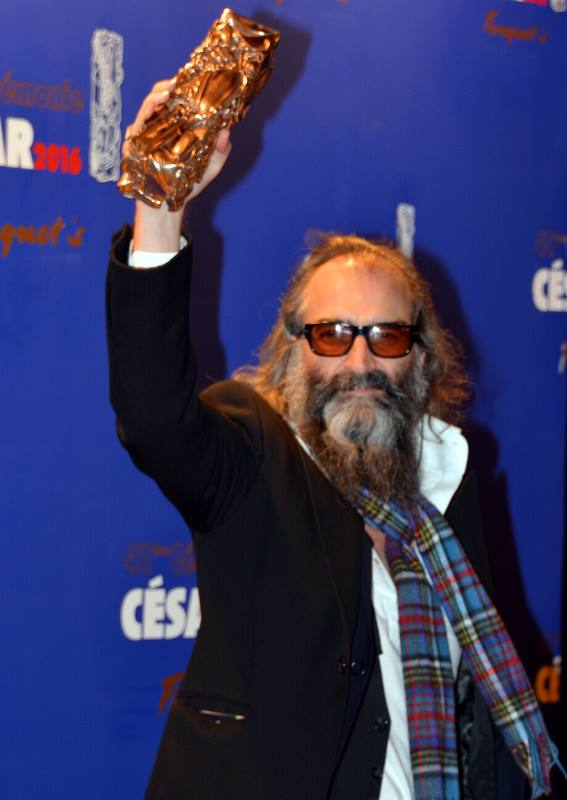
وارن الیس

وارن الیس (متولد ۱۹۶۵) موسیقی‌دان و آهنگ‌ساز استرالیایی است. او عضو چندین گروه است: درتی تری، نیک کیو و بد سیدز و گرایندرمن. او همچنین به ساخت موسیقی متن فیلم به همراه نیک کیو پرداخته است. الیس سازهای متنوعی از جمله، ویولن، پیانو، بوزوکی، گیتار، فلوت، ماندولین، گیتار تنور، و ویولا می‌نوازد. الیس از سال ۱۹۹۴ عضوی از نیک کیو و بد سیدز است.